# Jean Anderson (Schauspielerin)

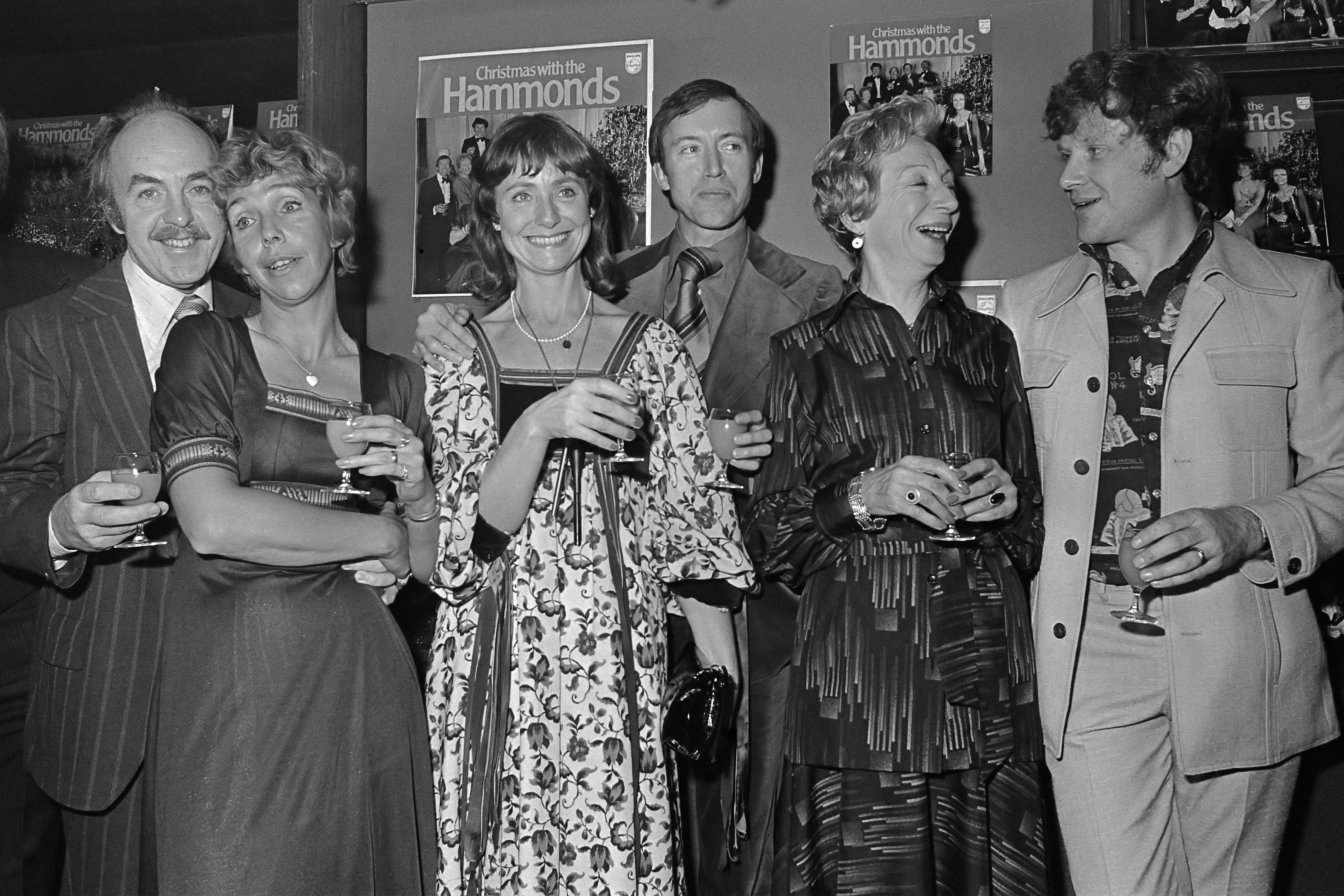
Jean Anderson (2.v.R.) (1972)

Mary Jean Heriot Anderson (* 12. Dezember 1907 in Eastbourne, East Sussex, Vereinigtes Königreich; † 1. April 2001 in Edenhall, Cumbria, Vereinigtes Königreich) war eine britische Schauspielerin schottischen Ursprungs. Dem britischen Publikum ist sie vor allem aus dem BBC-Drama The Brothers (1972–1976) bekannt. Weitere Serienauftritte hatte sie in Tenko, sowie kleinere Rollen unter anderem in Miss Marple oder Paul Temple.

## Privates
Jean Anderson wuchs in einer schottischen Tuchhändler-Familie in Guildford auf und studierte an der Royal Academy of Arts. Sie war von 1934 bis 1949 mit dem Theaterdirektor Peter Powell verheiratet. Aus der Ehe ging eine Tochter, Aude Powell, hervor.

## Filmografie (Auswahl)
- 1947: The Mark of Cain
- 1950: Eine Stadt hält den Atem an (Seven Days to Noon)
- 1951: White Corridors
- 1953: An der Straßenecke (Street Corner)
- 1953: Besiegter Haß (The Kidnappers)
- 1954: Jonnys neue Heimat (Johnny on the Run)
- 1956: Der Preis für fünf Jahre Glück (Secret Tent)
- 1956: Marsch durch die Hölle (A Town like Alice)
- 1957: Volltreffer ins Glück (Lucky Jim)
- 1957: The Barretts of Wimpole Street
- 1958: Die letzte Nacht der Titanic (A Night to Remember)
- 1958: Heart of a Child
- 1959: Dicke Luft und heiße Liebe (SOS Pacific)
- 1959: Salomon und die Königin von Saba (Solomon and Sheba)
- 1961: Walzer der Toreros (Waltz of the Toreadors)
- 1962: Der Inspektor (The Inspector)
- 1963: Die drei Leben von Thomasina (The Three Lives of Thomasina)
- 1964: Unheimlicher Spielplatz (The Silent Playground)
- 1967: Half a Sixpence
- 1969: Vergiß oder stirb (Run a crooked Mile)
- 1970: Paul Temple – Der Apollo von Arezzo (Antique Death)
- 1971: Haus der Schatten (The Night Digger)
- 1979: Tödliche Botschaft (The Lady Vanishes)
- 1988: Madame Sousatzka
- 1990: Der lange Weg zum Glück (Back Home)
- 1990, 1996: Casualty (Fernsehserie, 2 Folgen)
- 1991: Das schwarze Samtgewand (The Black Velvet Gown)
- 1992: Leo The Pig Farmer
- 1993: Inspektor Morse, Mordkommission Oxford (Inspector Morse; Fernsehserie, 1 Folge)
- 1994: Achtung: Streng geheim! (Mission Top Secret; Fernsehserie, 1 Folge)
- 1995: Der Prinz und der Prügelknabe (Prince Brat and the Whipping Boy; Fernsehserie, 1 Folge)
- 1999: Die Harfenspielerin (The Harpist)
- 2000: Endgame[3]